# جیم گافیگان
جیم گافیگان (به انگلیسی: Jim Gaffigan) (زاده ۷ ژوئیه ۱۹۶۶) بازیگر آمریکایی است.
از فیلم‌های معروف او می‌توان به بازی در فیلم رفتن از ۱۳ به ۳۰، استاد عشق، ایگبی به پایین می‌رود، بلوار نجات، تابستان جزیره استاتن، والتر، عالی جدید و شگفت‌انگیز و روز موعود خواهد آمد اشاره کرد.

## زندگی شخصی
جیم گافیگان با بازیگر جین گافیگان (با نام خانوادگی نه) ازدواج کرده است ،  که او دارای پنج فرزند: دو دختر و سه پسر است. خانواده هفت نفره در یک آپارتمان دو خوابه در شهر نیویورک زندگی می کردند ، قبل از اینکه در سال ۲۰۱۵ به یک خانه بزرگتر نقل مکان کنند.  هنگامی که در تور، گزارش شده است که او خانواده خود را با خود می برد. گافیگان گفته است که از کار کردن در روزهای یکشنبه اجتناب می کند.
گافیگان یک کاتولیک است (البته او به شوخی می گوید که همسرش در مقایسه با او یک "کاتولیک شیعه" است). او و خانواده‌اش در مراسم عشای ربانی در کلیسای جامع سنت پاتریک در منهتن شرکت می‌کنند، جایی که گافیگان و همسرش جینی در سال ۲۰۰۳ ازدواج کردند و فرزندانشان در آنجا غسل تعمید گرفتند. در ماه مه ۲۰۱۶، گافیگان ها سخنرانی شروع را در دانشگاه کاتولیک آمریکا ارائه کرد .گافیگان ها همچنین در ۲۰ مه ۲۰۱۸ در دانشگاه مارکت آلما ماتر جنی سخنرانی آغاز کردند. به هر دو آنها جایزه افتخاری اعطا شد.مدرک دکترای ادبیات انسانی به عنوان بخشی از مراسم فارغ التحصیلی.